# 29427 Освальдтомас
29427 Освальдтомас (29427 Oswaldthomas) — астероїд головного поясу, відкритий 7 березня 1997 року.
Тіссеранів параметр щодо Юпітера — 3,665.